# Jonathan Grunwald

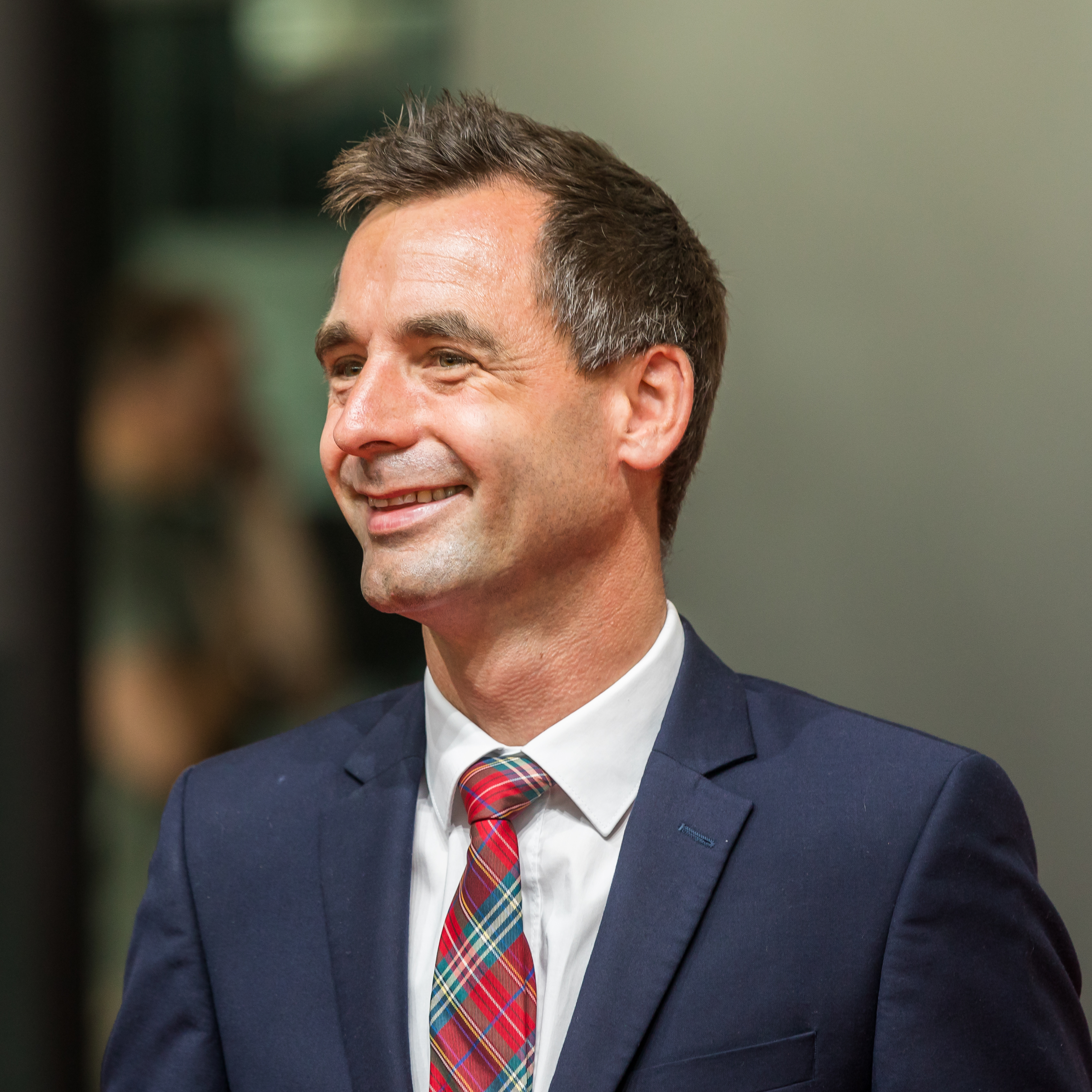
Jonathan Grunwald (2022)

Jonathan Grunwald (* 17. Februar 1983 in Bonn-Bad Godesberg) ist ein deutscher Politiker (CDU) und Diplom-Volkswirt. Seit dem 1. Juni 2022 ist er Mitglied des Landtages von Nordrhein-Westfalen.

## Leben
Grunwald machte 2002 sein Abitur am Städtischen Siebengebirgsgymnasium in Bad Honnef und absolvierte anschließend seinen Grundwehrdienst in Gerolstein und Bonn. Von 2003 bis 2006 war er als Unternehmensgründer im Bereich Veranstaltungsmanagement tätig. Ab 2003 studierte er Volkswirtschaftslehre an der Rheinischen Friedrich-Wilhelms-Universität Bonn sowie der Wichita State University in den USA und schloss 2009 als Diplom-Volkswirt ab. Anschließend arbeitete er für die Konrad-Adenauer-Stiftung, zunächst als Referent für Wirtschaftspolitik und Soziale Marktwirtschaft sowie Projektleiter für den Aufbau der internetgestützten Bildungsarbeit, ab 2012 war Grunwald dann Persönlicher Referent des Generalsekretärs und stellvertretender Leiter des Vorstandsbüros. Von 2014 bis 2018 fungierte er als Geschäftsführer der Arbeitsgruppe Ruhrgebiet in der Unions-Bundestagsfraktion.
Ab Juni 2018 leitete Jonathan Grunwald das neu geschaffene Referat für gesellschaftliche und ökonomische Grundsatzfragen in der Staatskanzlei des Landes Nordrhein-Westfalen in Düsseldorf. In dieser Funktion war er unter anderem 2020/21 Geschäftsführer des Corona-Expertenrats der NRW-Landesregierung.
Er ist verheiratet und Vater von drei Kindern.

## Politik
Jonathan Grunwald trat 1999 in die Junge Union und die CDU ein. Er war JU-Vorsitzender in Bad Honnef, Kreisvorsitzender der JU Rhein-Sieg und wirtschaftspolitischer Sprecher im Landesvorstand Nordrhein-Westfalen. Seit 2021 ist er Vorsitzender der CDU Bad Honnef und stellvertretender Kreisvorsitzender der CDU Rhein-Sieg.
Am 7. November 2021 wurde er bei der Aufstellungsversammlung im zweiten Wahlgang als Direktkandidat im Landtagswahlkreis Rhein-Sieg-Kreis II für die Landtagswahl in Nordrhein-Westfalen 2022 nominiert. Mit 40,9 % der Stimmen konnte er den Wahlkreis direkt gewinnen.